# Rußweber
Der Rußweber (Ploceus albinucha, Syn.: Sycobius albinucha) auch Trauerweber zählt innerhalb der Familie der Webervögel (Ploceidae) zur Gattung der Ammerweber (Ploceus).
Der lateinische Artzusatz kommt von lateinisch albus ‚weiß‘ und lateinisch nucha ‚Nacken‘.
Der Vogel kommt in Äquatorialguinea, Bioko, in der Demokratischen Republik Kongo, der Elfenbeinküste, in Gabun, Ghana, Guinea, Kamerun, Kongo, Liberia, Nigeria, Sierra Leone, Uganda und in der Zentralafrikanischen Republik vor.
Das Verbreitungsgebiet umfasst immergrünen Tiefwald, auch Sekundärwald in der Nähe von Siedlungen bis 700 m Höhe.

## Merkmale
Die Art ist 13 bis 15 cm groß und wiegt zwischen 25 und 30 g. Das Männchen ist durchgehend schwarz, die Oberseite glänzend, nur im Nacken findet sich Weiß. Die Art ist dem Mohrenweber (Ploceus nigerrimus) sehr ähnlich, aber etwas kleiner mit gräulicher Iris. Die Geschlechter unterscheiden sich nicht. Jungvögel sind schmutzig dunkel olivgrau.

## Geografische Variation
Es werden folgende Unterarten anerkannt:
- P. a. albinucha (Bocage, 1876), Nominatform – Sierra Leone, Guinea, Liberia, Elfenbeinküste und Ghana
- P. a. holomelas Sassi, 1920 – Nigeria, Kamerun, Äquatorialguinea, Gabun, Kongo, Zentralafrikanische Republik,  Demokratische Republik Kongo und selten in Uganda
- P. a. maxwelli (Alexander, 1903) – Bioko

## Stimme
Der Gesang des Männchens wird als sanftes Surren, besonders während der Fütterung in den Baumwipfeln beschrieben. Der Kontaktruf ist ein „chick chick“ in der Jagdgemeinschaft.

## Lebensweise
Die Nahrung besteht hauptsächlich aus Insekten einschließlich Heuschrecken und Raupen, auch Beeren und Nektar.
Die Brutzeit liegt im Februar in Sierra Leone, Küken wurden zwischen November und Dezember in Liberia und Ghana gesehen.
Rußweber sind wahrscheinlich polygyn, brüten in Kolonien.

## Gefährdungssituation
Der Bestand gilt als nicht gefährdet (Least Concern).
gefährdet (Vulnerable).